# Espremedor de Culhões
O Espremedor de Culhões é o sexto conto do livro Crônica de um amor louco, em inglês Erections, Ejaculations, Exhibitions and General Tales of Ordinary Madness, criado pelo escritor Charles Bukowski. Narra uma das experiências do personagem Buk. 
Esse conto relata uma espécie de máquina (Espremedor de Culhões), que qualquer pessoa que entre por ela sai pronto para a sociedade, respondendo sim para tudo e achando que todas as coisas são boas, perdendo completamente o seu brio humano. Essa máquina molda todos os indíviduos, por mais durão e valentão que seja, bastam algumas voltas dentro dessa máquina para sair respondendo frases do tipo: adoro acordar às 05:00 da manhã para trabalhar e sair às 19:00hs sem almoço; não precisamos de salários altos, basta a quantia para não morrer de fome; meu salário poderia ser reduzido, amo fazer serão extra até as madrugadas...
Bukowski retrata um tipo de máquina que todo estado, instituição, chefe ou quem exerce algum tipo de poder gostaria de ter em mãos.

## Frase retirada do conto
"...Agora, escuta aqui, você gosta de fazer serão? Ah, claro que sim, chefe! Eu gostaria de trabalhar 7 dias por semana, se possível. E de ter 2 empregos se pudesse.".